# Stratos (Grecia)
Stratos (in greco Στράτος?) è un ex comune della Grecia nella periferia della Grecia Occidentale (unità periferica dell'Etolia-Acarnania) con 6.144 abitanti secondo i dati del censimento 2001.
È stato soppresso a seguito della riforma amministrativa, detta Programma Callicrate, in vigore dal gennaio 2011 ed è ora compreso nel comune di Agrinio.

## Storia

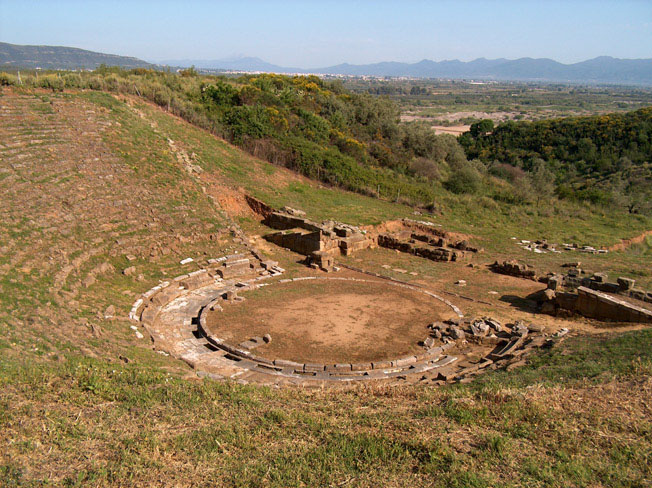
Rovine dell'antico teatro.

Nell'antichità classica, Stratos (in latino Stratus) fu la maggiore città dell'Acarnania. Situata al margine settentrionale della fertile pianura del fiume Achelo ebbe un ruolo militare di grande importanza. Le rovine dell'antica Stratos si trovano sui fianchi della collina 500 m. a nord del moderno villaggio. Questi villaggio, un tempo chiamato Sorovigli, venne rinominato in Stratos nel 1928. Alcuni scavi archeologici hanno messo in luce i resti di un tempio dedicato a  Zeus, un teatro e delle fortificazioni. Prima del 1928 il villaggio si chiamavad Sorovigli (in greco Σωροβίγλι?)